# Heteroxenicus stellatus
Heteroxenicus stellatus é uma espécie de ave da família Muscicapidae.
Pode ser encontrada nos seguintes países: Butão, China, Índia, Myanmar, Nepal e Vietname.
Os seus habitats naturais são: regiões subtropicais ou tropicais húmidas de alta altitude.